# Jared Borgetti
Jared Francisco Borgetti Echavarría, né le 14 août 1973 à Culiacán (Mexique), est un footballeur international mexicain évoluant au poste d'attaquant. 
Il a été le meilleur buteur de l'histoire de son pays avec 46 buts inscrits en 89 matches, disputés entre 1997 et 2009, avant d'être dépassé par Javier Chicharito Hernández qui marque son 47e but, le 27 mai 2017, en match amical face à la Croatie (défaite 1-2).

## Biographie
Ce joueur est réputé pour sa détente et son jeu de tête comparable à Palermo ou Trezeguet, bien que n'étant pas très rapide. Il mesure 1,83 m. 
Le 6 décembre 2010, il annonce mettre un terme à sa carrière.

## Carrière

### Équipe nationale
- Première sélection en Équipe du Mexique le 5 février 1997 (Mexique 3 - 1 Équateur)
- 89 sélections, 46 buts en Équipe du Mexique
- Participation à 2 Coupe du monde : 2002 (4 matchs) et 2006 (2 matchs)
- Participation à 2 Copa América : 2001 (5 matchs) et 2005 (3 matchs)
- Participation à 2 Gold Cup : 2003 (5 matchs) et 2005 (3 matchs)
- Participation à 2 Coupe des confédérations : 2001 (3 matchs) et 2005 (3 matchs)

### Clubs
| Saison             | Club               | Pays            | Championnat    | Championnat | Championnat | Championnat  | Championnat  | Coupe d'Europe | Coupe d'Europe | Coupe d'Europe |
| Saison             | Club               | Pays            | Division       | Matchs      | Buts        | Cartons      | Cartons      | Type           | Matchs         | Buts           |
| ------------------ | ------------------ | --------------- | -------------- | ----------- | ----------- | ------------ | ------------ | -------------- | -------------- | -------------- |
| Saison             | Club               | Pays            | Division       | Matchs      | Buts        | Carton jaune | Carton rouge | Type           | Matchs         | Buts           |
| 1993 - 1994        | CF Atlas           | Mexique         | Division 1     | 2           | -           | ?            | ?            | -              | -              | -              |
| 1994 - 1995        | CF Atlas           | Mexique         | Division 1     | 29          | 13          | ?            | ?            | -              | -              | -              |
| 1995 - 1996        | CF Atlas           | Mexique         | Division 1     | 32          | 8           | ?            | ?            | -              | -              | -              |
| 1996 - 1997        | Santos Laguna      | Mexique         | Division 1     | 41          | 20          | ?            | ?            | -              | -              | -              |
| 1997 - 1998        | Santos Laguna      | Mexique         | Division 1     | 28          | 14          | ?            | ?            | -              | -              | -              |
| 1998 - 1999        | Santos Laguna      | Mexique         | Division 1     | 38          | 19          | ?            | ?            | -              | -              | -              |
| 1999 - 2000        | Santos Laguna      | Mexique         | Division 1     | 39          | 22          | ?            | ?            | -              | -              | -              |
| 2000 - 2001        | Santos Laguna      | Mexique         | Division 1     | 33          | 30          | ?            | ?            | -              | -              | -              |
| 2001 - 2002        | Santos Laguna      | Mexique         | Division 1     | 29          | 22          | ?            | ?            | -              | -              | -              |
| 2002 - 2003        | Santos Laguna      | Mexique         | Division 1     | 36          | 24          | ?            | ?            | -              | -              | -              |
| 2003 - 2004        | Santos Laguna      | Mexique         | Division 1     | 33          | 21          | ?            | ?            | -              | -              | -              |
| 2004 - 2004 (déc.) | Dorados de Sinaloa | Mexique         | Division 1     | 14          | 8           | ?            | ?            | -              | -              | -              |
| 2004 (déc.) - 2005 | CF Pachuca         | Mexique         | Division 1     | 15          | 8           | ?            | ?            | -              | -              | -              |
| 2005 - 2006        | Bolton Wanderers   | Angleterre      | Premier League | 19          | 3           | ?            | ?            | C3             | 7              | 2              |
| 2006 - Déc 2006    | Al Ittihad Djeddah | Arabie saoudite | Division 1     | 15          | 10          | ?            | ?            | ?              | ?              | ?              |
| Janv 2007 - 2007   | CD Cruz Azul       | Mexique         | Division 1     | 17          | 5           | ?            | ?            | ?              | ?              | ?              |

## Palmarès

### Club
Santos Laguna
- Verano[3] (1) :
  - Vainqueur : 2001
- Invierno[4] (1) :
  - Vainqueur : 1996
- Coupe du Mexique :
  - Finaliste : 1996

### International
- Gold Cup CONCACAF : 
  - Vainqueur : 2003

### Individuel
- Footballeur Mexicain de l'Année : 2000
- Meilleur buteur de l'Invierno : 2000
- Meilleur buteur du Verano : 2001